# Fujifilm
Das japanische Unternehmen Fujifilm ist ein Technologiekonzern, der in vielen Geschäftsfeldern tätig ist. 
Das 1934 gegründete Unternehmen gliedert sich in die Kernbereiche Imaging (Digitalkameras, Bilderservice, Minilabs, Papier, Film), Information (grafische Systeme, Medical Systems, Material für Flachbildschirme) sowie Dokumentenverwaltung (Kopierer, Bürokommunikation, Digitaldruck). Fujifilm erzielte im Geschäftsjahr 2018 einen Umsatz von 2433 Milliarden Yen. Rund 7 % des Umsatzes werden jedes Jahr in Forschung und Entwicklung investiert.
Zum Konzern gehören weltweit 241 Tochtergesellschaften und 49 Beteiligungsunternehmen, darunter Produktionsstätten in Japan, China, Indonesien, USA, den Niederlanden, Belgien und Deutschland sowie zahlreiche Forschungseinrichtungen.
Im Oktober 2006 nahm der Konzern die Struktur einer Holding an und verlagerte das Management des Gesamtkonzerns in die Fujifilm Holdings Corporation.

## Produkte

### Grafische Industrie
Fujifilm bietet eines der umfangreichsten Produktportfolios für den Bedarf der Druckindustrie. Zum Angebot gehören Plattenbelichter (Computer-to-Plate), digitale Proof Systeme, Druckplatten, Grafische Filme, Proof-Medien, Large Format Printing (Industrial Inkjet), Digitaldrucksysteme (POD), Software-Lösungen für Workflow, Color-Management und Digitaldruck, Verarbeitungs- und Prozesschemikalien (Druckvorstufe, Drucksaal etc.), Service und Consulting.
In das Kerngeschäft CtP-Druckplatten wird weiter investiert. Zu den existierenden Plattenwerken in Japan, USA, Europa und China hat Fujifilm ein weiteres Werk in China in Betrieb genommen und 2008 eine weitere Investition von 96 Millionen Euro zum Ausbau des Plattenwerks in Tilburg (Niederlande) angekündigt, und 2011 in Betrieb genommen.
Auch im industriellen Inkjet-Druck hat Fujifilm seine Kapazitäten durch Übernahmen erweitert: Die frühere Sericol Group Limited, jetzt Fujifilm Sericol, produziert Farben für Siebdruck und großformatige Industrie-Inkjetdrucker, die Avecia-Gruppe (jetzt Fujifilm Imaging Colorants) ist führend bei Tinten und Pigmenten für Tintenstrahldrucker, und Dimatix Inc. (jetzt Fujifilm Dimatix) führender Hersteller von Piezo-Druckköpfen für Tintenstrahldrucker.

### Medizintechnik
Fujifilm Medical Systems bietet komplette Systeme, die die digitale Bilderzeugung bis hin zur krankenhausweiten Bildverteilung abdecken. Ergänzend zum klassischen PACS für den Einsatz in Kliniken und Krankenhäusern wird AXON PACS als Archivlösung für kleine bis mittlere Praxen oder Praxisgemeinschaften angeboten. Zum Bereich „Medical Systems“ gehören auch Lösungen auf dem Gebiet der digitalen Radiographie, das Unternehmen gilt als deren Erfinder und ist auf diesem Sektor Weltmarktführer.
Anfang 2008 war die Übernahme des Arzneimittelherstellers Toyama angekündigt worden und damit der Ausbau von Fujifilm zum sogenannten „Healthcare“-Unternehmen. Der Umsatz im Sektor Medizin soll in den folgenden zehn Jahren verdreifacht werden, das Spektrum dann von der medizinischen Vorsorge über die Diagnose bis zur Therapie reichen. Zuvor war das Unternehmen Daiichi Radioisotope Laboratories Ltd. übernommen und als Fujifilm RI Pharma in den Konzern integriert worden. Dies markiert den Einstieg in die nuklearmedizinische Imaging-Diagnose und therapeutische Radiopharmazeutika. Anfang 2007 war die amerikanische Problem Solving Concepts Inc. übernommen worden, um die Integration der Kardiologie in das Fujifilm-eigene PACS-System zu ermöglichen.
Am 15. Dezember 2011 wurde die Übernahme von Sonosite, einem Spezialisten für tragbare medizinische Ultraschalldiagnosesysteme, bekanntgegeben.

### Life Science
Im Segment Life Science werden Fluoreszenz-Scanner und CCD-Kamera-Systeme für Bio-Imaging, digitale Autoradiographie, QuickGene Nukleinsäure-Extraktionssysteme für molekulare Diagnostik und Forensik und Clinical Chemistry Analyzers (Fuji Dri-Chem) angeboten. Im Rahmen der 2006 angekündigten Neuorientierung wurde der Bereich zum Kerngeschäft ernannt.

### Industrie-Röntgen
Der Bereich Industrie-Röntgen umfasst Film, Verarbeitungschemikalien, Entwicklungsmaschinen und digitale Radiographie für die zerstörungsfreie Materialprüfung.

### Foto und Imaging
Der Bereich Fotografie umfasst ein umfangreiches Spektrum von der Eingabe bis zur Ausgabe im fotografischen Prozess: Digitalkameras, Sofortbildkameras, Einwegkameras und Objektive. Weiterhin gehören zum Angebot Speicherkarten, analoge Kameras (Kleinbild-Sucherkameras und Einwegkameras), Bilderservices (digitale Minilabs, Foto-Bestell-Terminals, Sofortprint-Systeme, Large Format Printing), Filme (Farbnegativ, Dia, Sofortbild, Filme für Professionals) und Papiere (Color-Papier, Inkjet-Fotopapier). Insbesondere die Produkte der Instax Sofortbildserie verkaufen sich auch noch im Jahr 2014 gut.
Über den Online-Shop MyFujifilm werden gestaltbare Fotoprodukte angeboten wie Fotoabzüge, Fotobücher, Fotokalender, Fotokarten und Fotogeschenke, die mit eigenen Fotos personalisiert werden können.
Neben den Sofortbild- und Einwegkameras bietet Fujifilm verschiedene Modellreihen von Digitalkameras an. Anders als Konkurrenten wie Sony oder Canon verzichtet sie auf Kameras mit Vollformat-Sensor, sondern konzentriert sich auf Sensoren mit der APSC-Größe. Die X100-Serie besteht aus Kameras mit festeingebautem Objektiv, die X-Serie hingegen Kameras mit Wechselobjektiv (X-Bajonett).
Die meisten dieser Kameras sind im Retro-Look ausgeführt. Bei einigen lassen sich Verschlusszeit und ISO über Drehknöpfe einstellen. Als Besonderheit werden die Fujifilm-Filmsimulationen empfunden. Diese Stile sind alten Fotofilmen nachempfunden.
Mit dem G-Format (44 × 33 mm Sensor, G-Bajonett) stellt Fujifilm Kameras im Mittelformat her (GFX 50S, GFX 50R, GFX 100, GFX 100S). Außerdem stammen die Modelle XPan und Xpan II von Hasselblad. und von Fujifilm als TX-1 und TX-2 vertrieben. Ein weiteres Produkt von Fuji, dessen Produktion allerdings 2007 eingestellt wurde, war die Fachkamera GX680.
Seit Anfang 2009 bot Fuji eine Faltbalgen-Kamera für Rollfilm im Format 6 × 7 cm an, die von Cosina gebaut und als „Fujifilm GF670“ bzw. „Voigtländer Bessa III“ vertrieben wird.

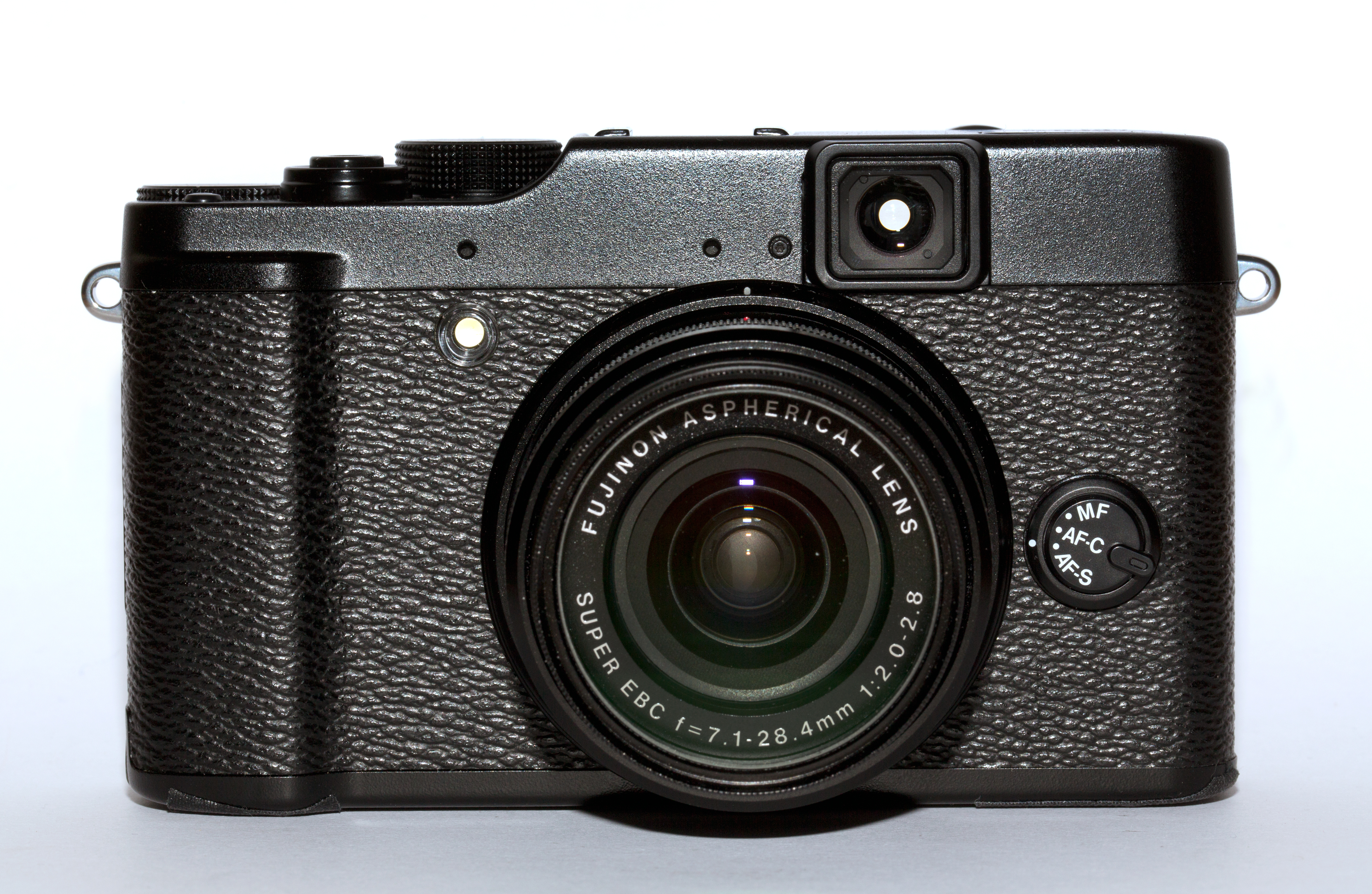
Fujifilm Finepix X10
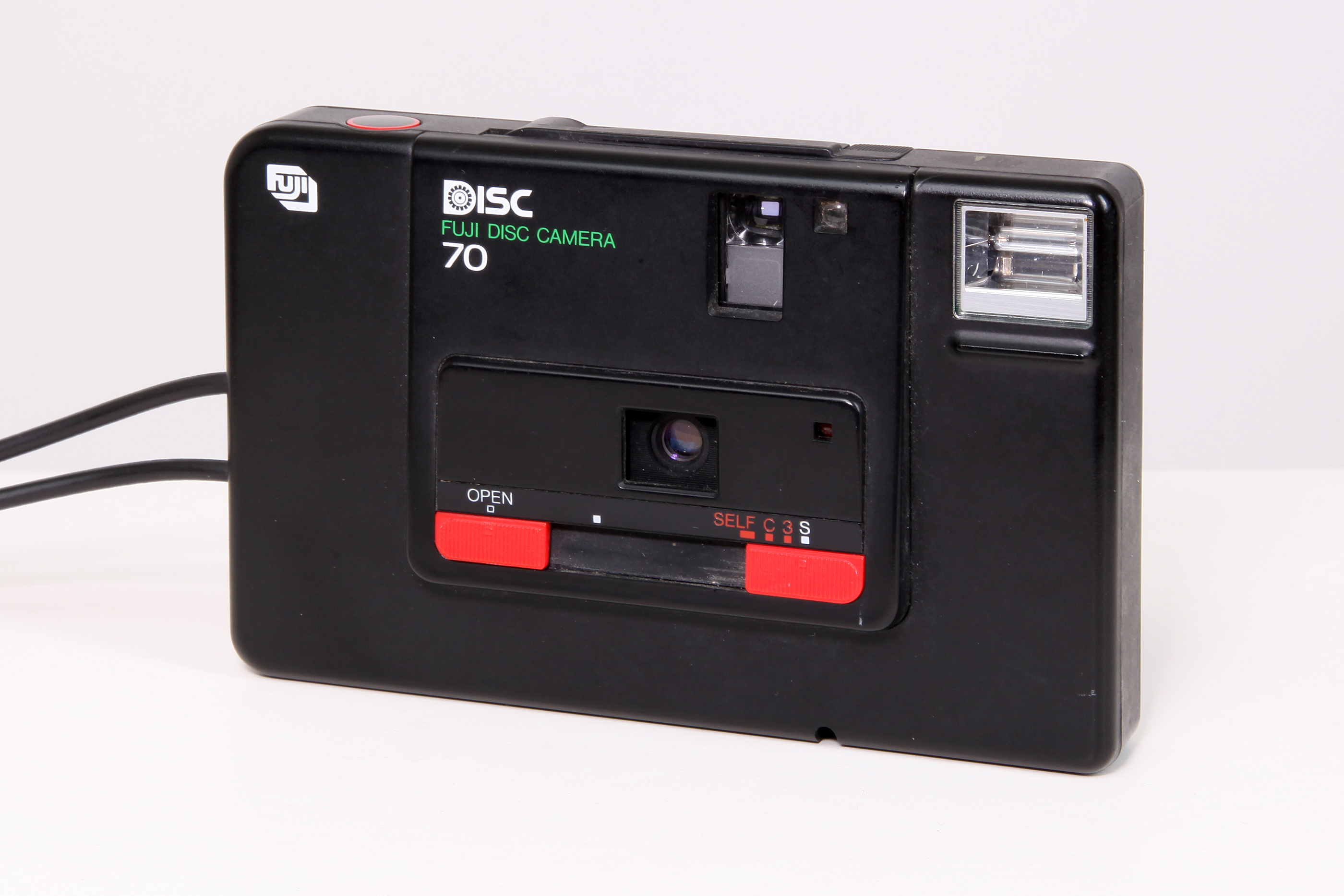
Fujifilm Disc Camera 70
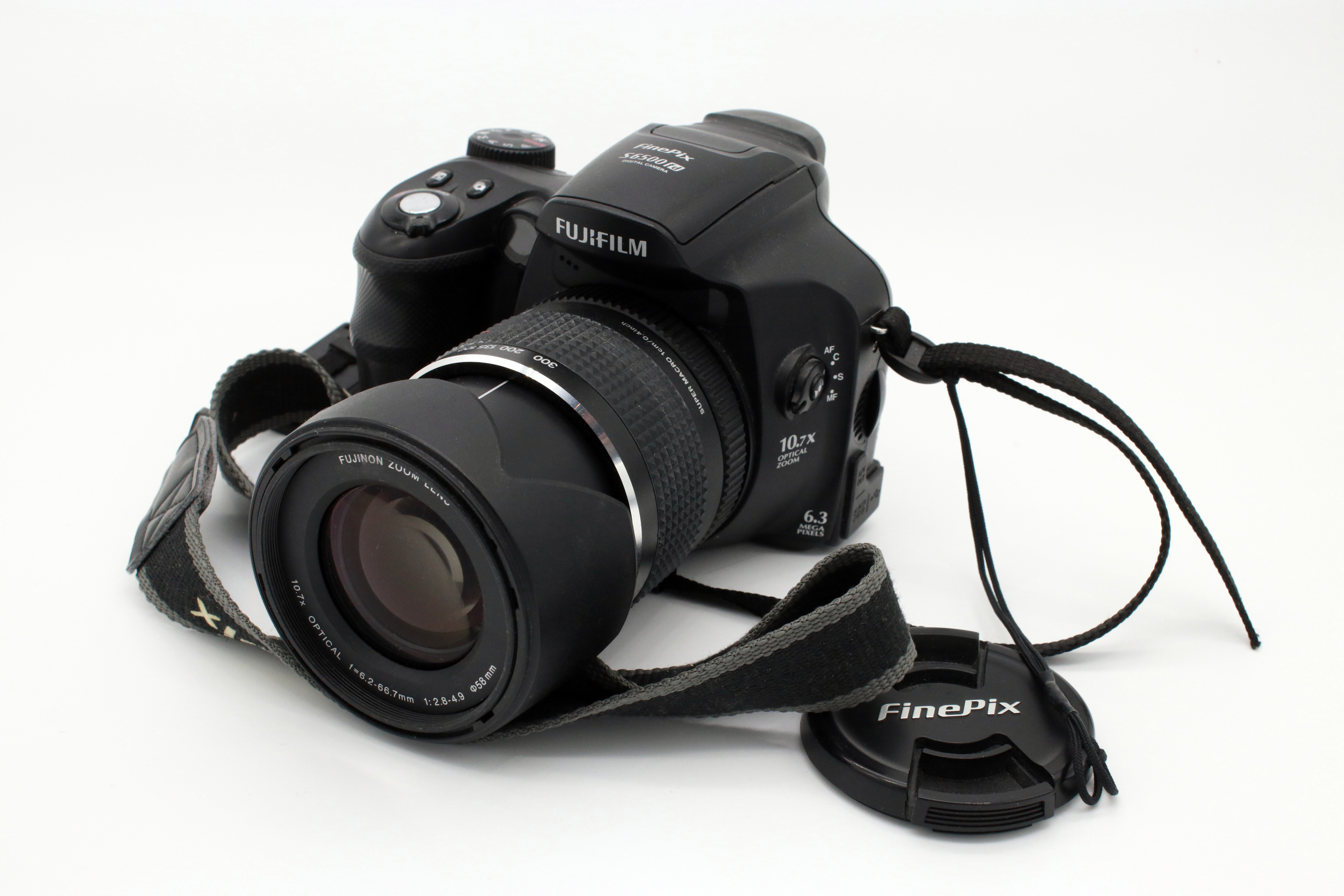
Fujifilm Finepix S6500fd
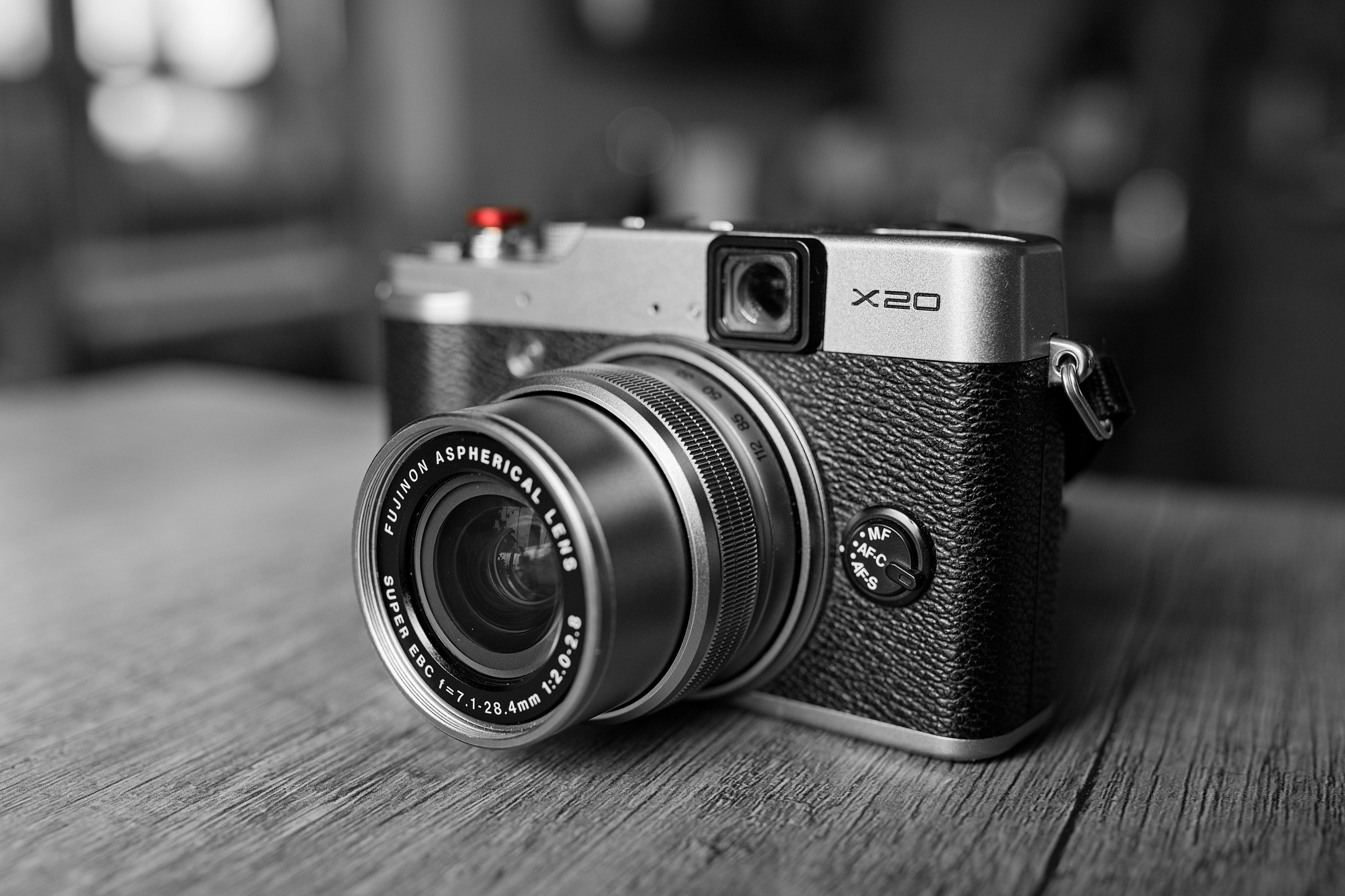
X20, Kleinsensor-Kamera
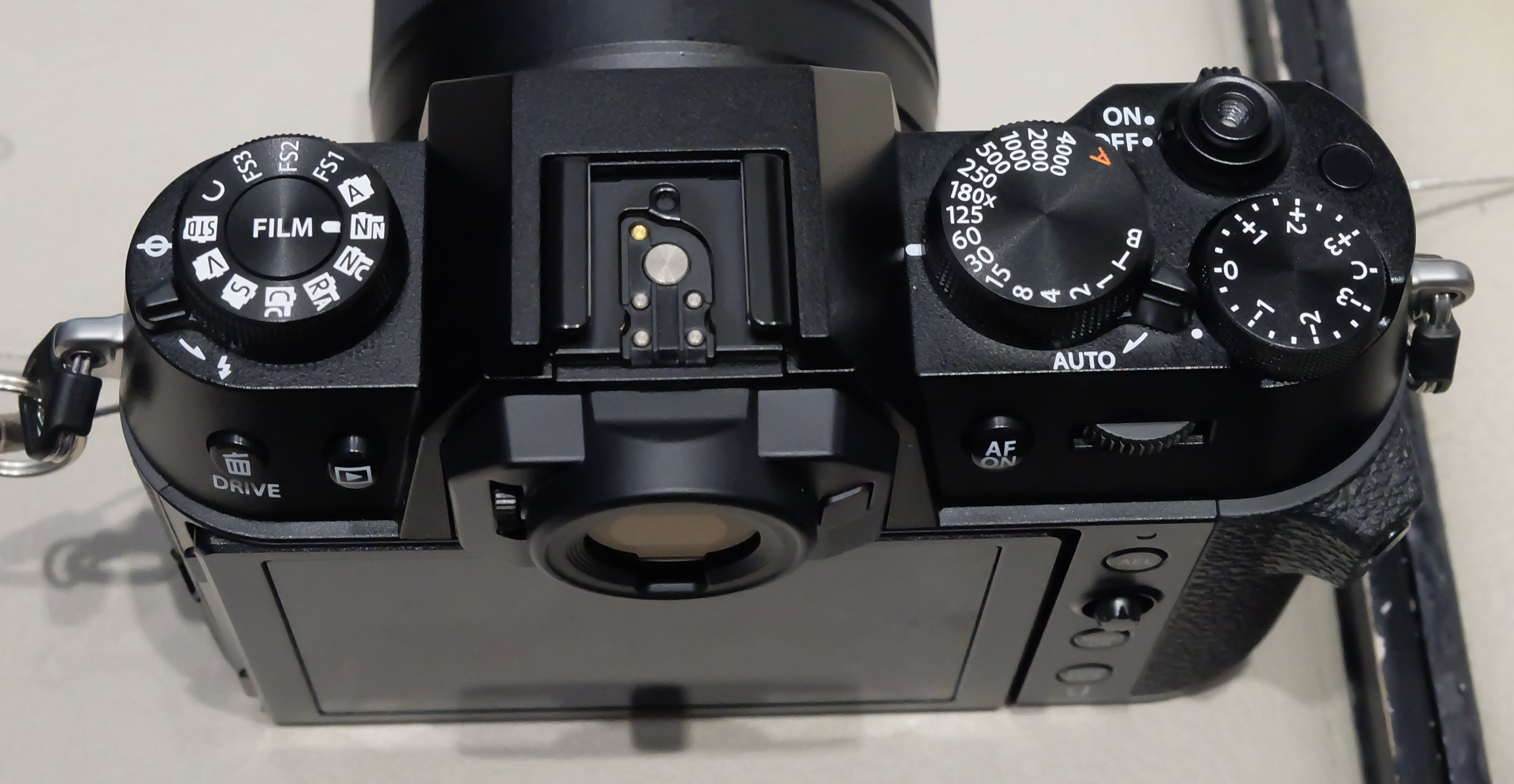
X-T50
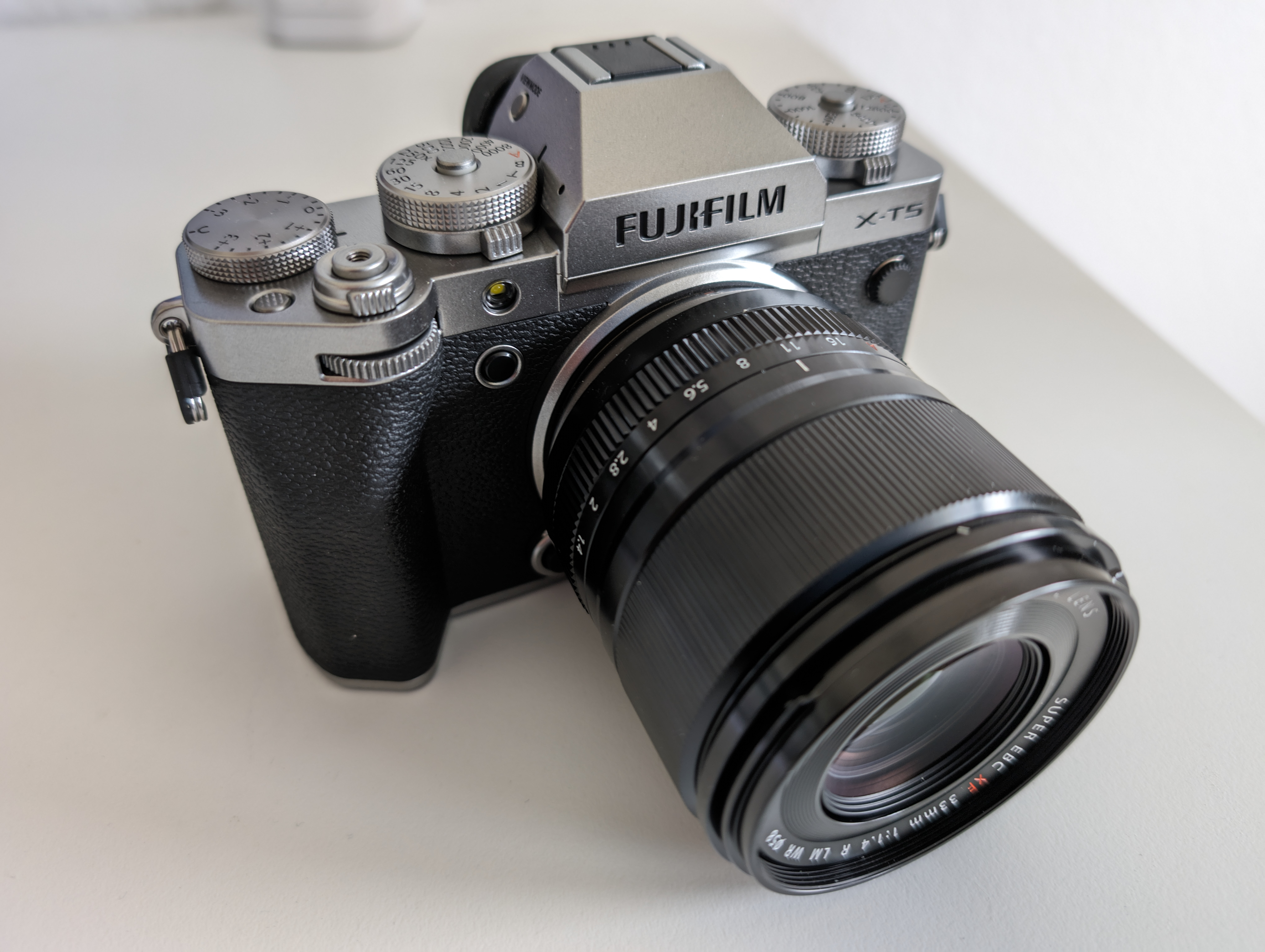
X-T5, Flaggschiff der APSC-Kameras

### Online-Fotoservice & instax Webshop
MyFUJIFILM (früher FUJIdirekt) ist der Online-Shop von Fujifilm, der verschiedene Fotoprodukte und Kameras anbietet. Zum Sortiment gehören individuell gestaltbare Produkte wie Fotobücher, Fotoabzüge, Fotokalender, Wandbilder, Fotokarten und Fotogeschenke, die mit eigenen Bildern personalisiert werden können. Zusätzlich bietet der Shop Fujifilm instax-Produkte, darunter Kameras, Drucker, Filme und Zubehör, sowie die Einwegkamera Fujifilm QuickSnap an.
Im Jahr 2025 wurde MyFUJIFILM im Rahmen eines Vergleichs des Testportals "Kaufkompass" der Frankfurter Allgemeinen Zeitung (FAZ) im Bereich Fotobücher mit der Auszeichnung Testsieger sowie vom Fachmagazin DigitalPHOTO mit der Bewertung 5/5 ("SUPER") ausgezeichnet.

### Speichermedien

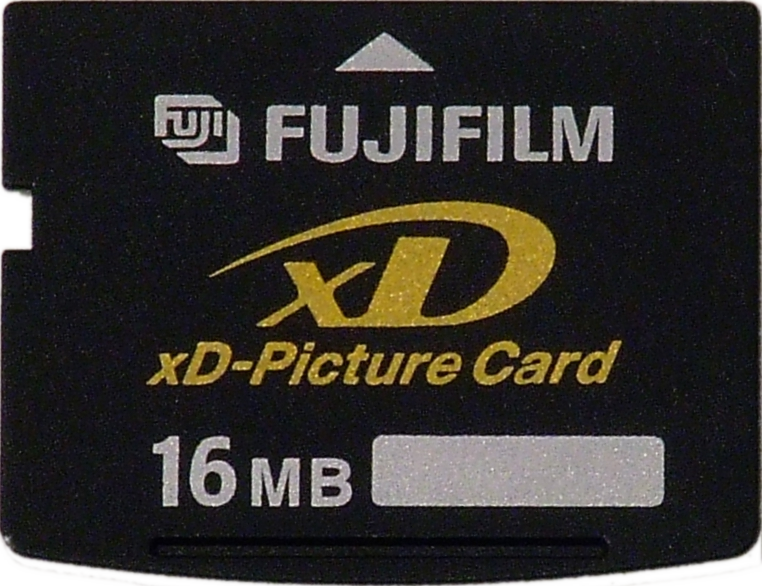
xD-Speicherkarte

Fujifilm hat auch digitale Speichermedien (Digitale Massenspeicher und optische Medien) im Produktsortiment.
Während früher bei CD- und DVD-Medien vor allem hochwertige Ware des japanischen Herstellers Taiyo Yuden sowie aus eigener Produktion in Kleve (Deutschland) verkauft wurde, werden die meisten optischen Speichermedien jetzt von Ritek, Prodisc (Taiwan) und Moser Baer (Indien) für Fujifilm hergestellt.

#### Kinofilmmaterialien
Fujifilm war der zweitgrößte Hersteller für Kinofilmmaterialien. Diese teilten sich in drei Bereiche auf: Kamera-Negativfilme für die Aufnahme, Intermediatefilme (für analoge und digitale Kopien), Printfilme für die Projektion. Die Herstellung von Kinofilmmaterialien wurde 2012 eingestellt, der Verkauf endete im März 2013.

#### Fotografischer Film

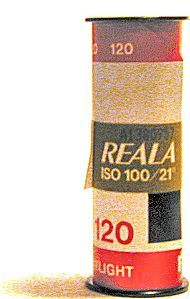
Rollfilm Reala 120

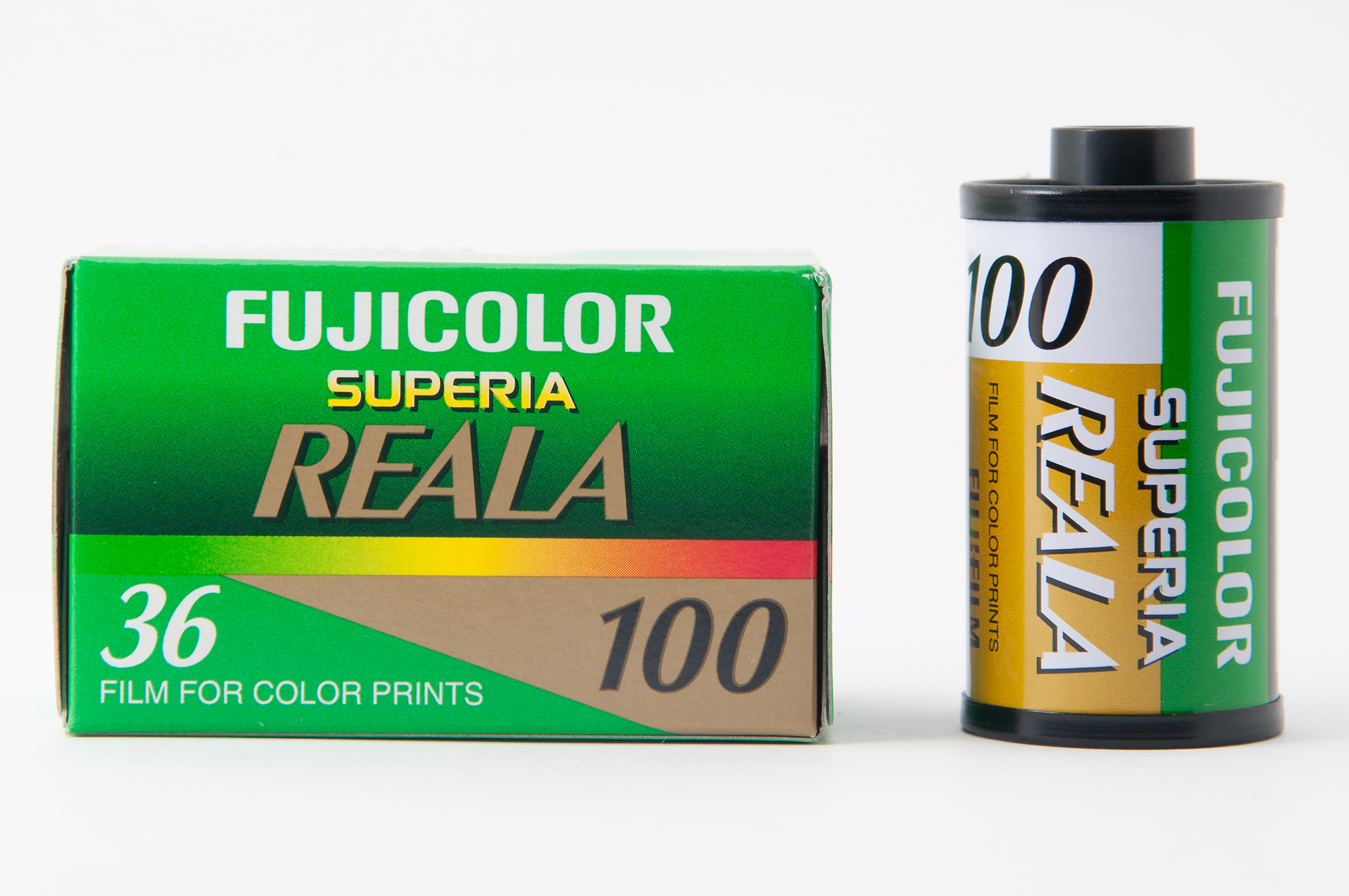
Fujifilm Superia Reala 100 für Kleinbildkameras

Weithin bekannt wurde Fujifilm in Westdeutschland um 1981 herum als Anbieter von Diafilmen („Fujichrome 100“), deren Markteinführung mit großem Werbeaufwand (u. a. mit dem Einsatz eines Blimps über dem Ruhrgebiet und dem Rheinland) beworben wurde. Diese Filme konnten erstmals den etablierten US-amerikanischen (Kodak) und deutschen (Agfa) Wettbewerbern erfolgreich Konkurrenz machen, da sie bei vergleichbarer Qualität anfangs nur ca. zwei Drittel der Wettbewerbsprodukte kosteten.
Der fotografische Film hat am Gesamtumsatz des Unternehmens heute nur noch einen Anteil von 3 %. Bekannte Filmmarken waren die Reala- (eingestellt 2013) und Superia-Farbnegativfilme (eingestellt 2017) mit 100, 200, 400, 800 und 1600 ASA, sowie der Sensia-Diafilm (eingestellt 2010) mit 100, 200 und 400 ASA. Ebenfalls bereits eingestellt wurde der Fuji Astia 100 F (eingestellt 2010).
Der professionelle Velvia-Farbdiafilm gilt seit seiner Einführung in den späten 80er Jahren als einer der schärfsten und farbintensivsten Farbdiafilme am Markt; weitere bekannte Produkte für professionelle Fotografen sind die Fuji Provia 100 F, 400 F (wurde 2007 durch den Provia 400X abgelöst, der wiederum 2013 eingestellt wurde), und der Velvia 100 F und der limitierte und nur in Japan erhältliche Fortia-Diafilm. 2007 wurde der Nachfolger des „Velvia“ eingeführt, der „Velvia 50“ mit einer veränderten Emulsion, die aufgrund von Lieferproblemen mit den vorher verwendeten Chemikalien notwendig wurde. Im Sommer 2012 wurde jedoch bekannt, dass zahlreiche Formate des „Velvia“-Sortiments auf Grund weltweit sinkender Nachfrage zum Jahresende vom Markt genommen werden.
Heute (2017) produziert Fuji noch vier Photofilme:
Farbdiafilme:
- Fuji Velvia in 50 und 100 ASA
- Fuji Provia 100 (auch verkauft als „Agfaphoto CT Precisa“)

Farbnegativfilm:
- Farbnegativfilm Fujicolor C200 (auch verkauft als „Agfaphoto Vista Plus 200“)

SW-Negativfilm:
- Neopan 100 Acros.

Derzeit (2017) ist es unklar, ob der Farbnegativfilm Superia 400 X-tra (auch verkauft als „Agfaphoto Vista Plus 400“) noch produziert wird, oder ob nur bis 2017 produzierte Chargen abverkauft werden.

#### Schmalfilm
Fuji entwickelte 1966 als Alternative zum Super-8-Format von Kodak das Single-8-Format, das bei Schmalfilmern in Japan beachtliche Verbreitung erlangte, im europäischen Markt jedoch hinter Super-8 nur eine untergeordnete Rolle spielte. Die Kassetten beider Systeme sind nicht kompatibel, der Film nach der Entwicklung hingegen schon.

## Standorte Europa und Deutschland
1966 hatte sich die Fuji Photo Film (Europe) GmbH in Düsseldorf etabliert; hier befindet sich die Deutschland- und Europazentrale des Konzerns. Für Herbst 2021 ist ein Umzug nach Ratingen geplant.  Im Rahmen der Einführung einer Holdingstruktur im Konzern im Jahr 2006 wurde die bisherige Fuji Photo Film (Europe) GmbH in Fujifilm Europe GmbH umbenannt. 1982 verlegte der Konzern den Sitz seiner Tochtergesellschaft Photex (später Eurocolor) nach Willich. In diesem Großlabor wurde bis 2010 das Foto-Finishing für Partnerunternehmen, zum Beispiel verschiedene Discounter, durchgeführt. Mitte der 1980er Jahre siedelte sich der Konzern mit zwei Unternehmen auch in Kleve an und beschäftigte dort vor allem mit der Produktion von magnetischen und optischen Speichermedien zeitweise über 500 Mitarbeiter. In mehreren Schritten mussten davon allerdings ca. 400 Arbeitsplätze wieder abgebaut werden, bis 2009 die Produktion ganz eingestellt wurde.
Im Mai 2019 kaufte Fujifilm den deutschen Mittelständler Medwork aus Höchstadt mit 139 Mitarbeitern und ergänzt sein Portfolio um den Bereich Endoskopie.

## Forschung
Im Zentrum für Grundlagenforschung findet interdisziplinäre Spitzenforschung in Photonics, Nanotechnik, funktionalen Materialien statt. Ein eigenes Forschungslabor Life Science mit Schwerpunkt Medizinische Therapie und Gesundheit arbeitet in Bereichen wie Protein, DNA-Analyse, Diagnose-Systeme. Ein Forschungslabor Organische Synthetische Chemie arbeitet mit Schwerpunkt hoch funktionale organische Materialien, organische Elektronik und Medical Imaging. Jährlich werden rund 6–7 % vom Weltumsatz für Forschung und Entwicklung investiert.

## Umwelt
Als Mitglied im Environmental Health and Safety Committee Meeting gestaltet Fujifilm gemeinsam mit anderen Unternehmen der Branche weltweit standardisierte Datenblätter für Fotoprodukte. Auf diesen können Kunden alle umwelt- und sicherheitsrelevanten Daten der entsprechenden Chemikalien, Materialien oder Maschinen nachvollziehen. Fujifilm übernimmt Umweltverantwortung für den gesamten Produktzyklus von der Entwicklung bis zur Entsorgung.

## Mitbewerber
- Hewlett-Packard, USA; Informationstechnik
- manroland, Offenbach, Deutschland, Druckmaschinen
- Heidelberger Druckmaschinen, Heidelberg, Deutschland; Druckmaschinen
- General Electric, USA, Medizintechnik
- Philips, Niederlande; Medizintechnik
- Siemens, Deutschland; Medizintechnik
- Kodak, USA; Fotografische Systeme, Grafische Systeme
- Agfa, Mortsel, Belgien; Medizintechnik, Grafische Systeme
- Cewe, Deutschland; Fotofinishing

## Geschichte

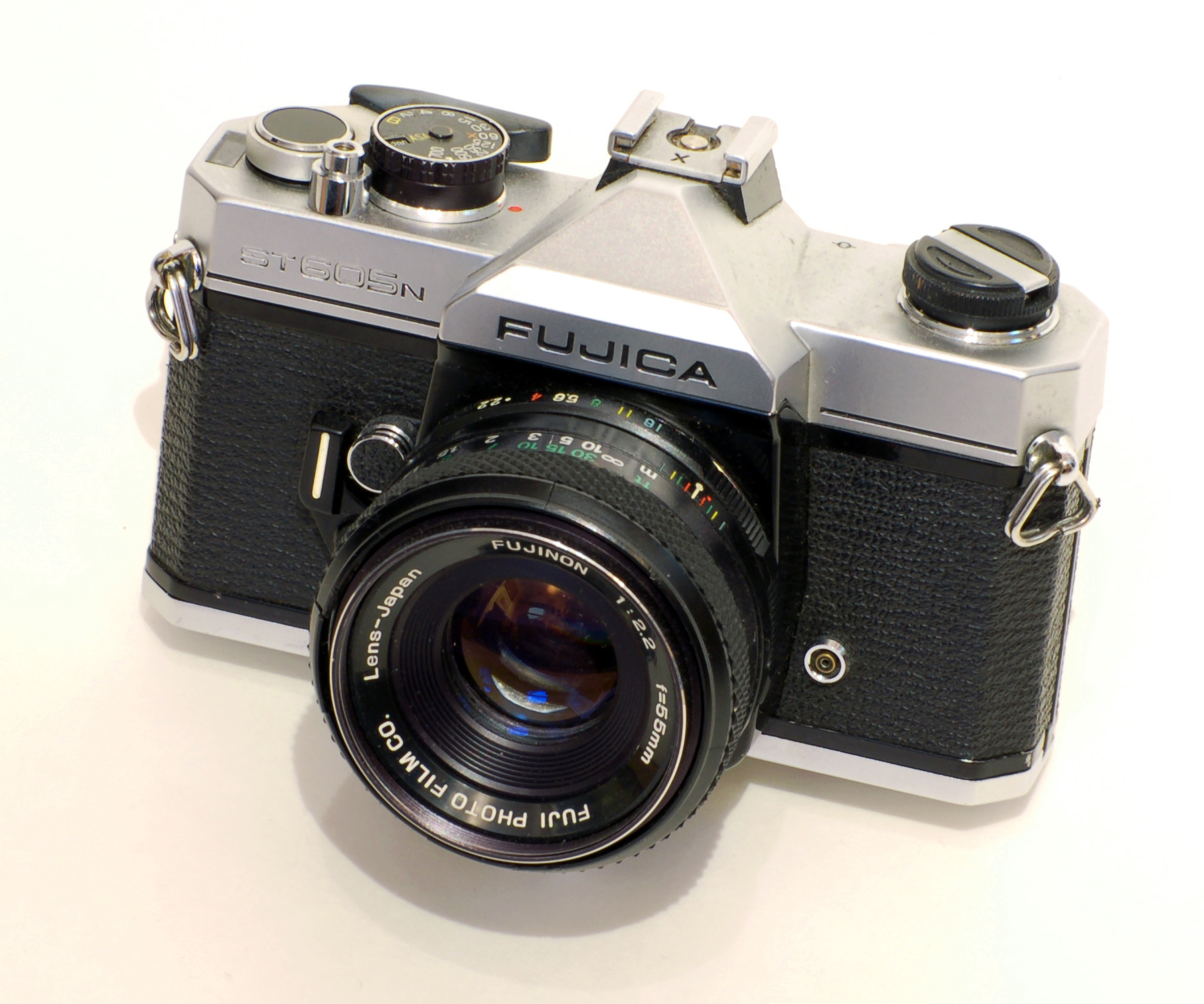
Fujica ST605N (1979)

Im Jahr 1934 begann Fujifilm als Spin-off von Daicel mit der Produktion der ersten Kinofilmmaterialien in Japan. Nach und nach wurden neue Geschäftsfelder erschlossen, in den 1930er Jahren waren dies zunächst die Bereiche fotografischer Film und Röntgenfilm. Im Jahr 1944 wurde die Fuji Photo Optical Company gegründet (heute als Fujinon zur Fujifilm-Gruppe gehörend). In den 1950er Jahren gelang es, den ersten Computer in Japan sowie das weltweit erste aufnahmefähige Videoband zu produzieren. 1962 wurde die Fuji Xerox Co. Ltd. als Joint Venture der damaligen Fuji Photo Film Co. Ltd und Rank Xerox gegründet. Seitdem produziert Fuji Xerox digitale Drucksysteme für Xerox. In den 1970er Jahren wurde die Produktion von Druckplatten aufgenommen und der Einstieg in den Markt für grafische Systeme vollzogen.
Von den 1940er Jahren bis Mitte der 1980er Jahre war Fujifilm mit der Handelsmarke Fujica vor allem bei Spiegelreflexkameras auf dem Markt vertreten.
In den 1980er Jahren digitalisierte Fujifilm als erstes Unternehmen ein Röntgenbild und gilt daher als Erfinder der digitalen Radiographie. 1982 wurde in den Niederlanden Fuji Tilburg als Produktionsstätte für den europäischen Markt gegründet. 1986 wurde die recyclebare Einwegkamera eingeführt und 1988 die erste Digitalkamera mit austauschbarem Speichermedium vorgestellt. Außerdem wurden in den 1980ern auch magnetische Speichermedien, z. B. Musikkassetten, Videobänder und Disketten hergestellt. Zur Verlängerung der Lebensdauer waren das Magnetband bzw. die Magnetscheibe zusätzlich mit einem Abriebschutz beschichtet.
In den 1990er Jahren wurde die Produktion von CTP-Platten für die Druckindustrie aufgenommen, das weltweit erste digitale Minilab vorgestellt, und es wurden die Grundlagen zur Entwicklung eines filmbasierten Trägermaterials gelegt, das heute in LC-Displays zum Einsatz kommt. In den Jahren ab 2000 gelang es, das weltweit schnellste Vollfarb-Digital-Publishing-System einzuführen sowie Module, bestehend aus Aufnahmesensor, Software und Objektiv zum Einsatz in Mobiltelefon-Kameras. 2001 wurden die Anteile an der Fuji Xerox auf 75 % erhöht und das Unternehmen in die Fujifilm-Gruppe integriert.
Im Oktober 2006 nahm der Konzern die Struktur einer Holding an, und es wurde eine neue Firmierung bekanntgegeben. Die frühere Fuji Photo Film Co., Ltd. wurde in eine Holdinggesellschaft unter dem Namen Fujifilm Holdings Corporation umgewandelt. Die Fujifilm Holdings Corporation mit Sitz in Tokio ist für die Fujifilm Corporation sowie für die Fuji Xerox Co., Ltd. verantwortlich.
Am 31. März 2021 endet die technologische Zusammenarbeit für Technologie-/Markenlizenzen und Vertriebsgebiete mit Xerox Corporation.
Weitere Geschäftsfelder sind Materialien für Flachbildschirme und Anzeige-Elemente („displays“), ein Bereich, der heute zum Kerngeschäft zählt. Eine tragende Rolle spielen weiterhin die sogenannten Bereiche „Medical Systems“, „Life Science“, grafische Systeme, „Imaging“, sowie die Dokumentenverwaltung. 2008 wurde die Übernahme des Arzneimittelherstellers Toyama angekündigt, um Fujifilm zum sogenannten „Healthcare“-Unternehmen zu erweitern und auch in den Bereich Therapie einzusteigen. Im Jahr 2012 kam die Hautpflegeserie „Astalift“ auf den europäischen Markt.

## Corporate Logo

Fuji-Logo bis 2006

Fujifilm-Logo bis 2006

Im Oktober 2006 hat der Konzern ein neues „Corporate Logo“ eingeführt. Die Änderung stand im Zusammenhang mit der Einführung einer Holdingstruktur, die auch das strategische Management der Gruppe neu geordnet hat. Das neue Logo wird seit 1. Oktober 2006 weltweit eingesetzt. Das vorherige Logo wurde seit 1980 genutzt und war somit 26 Jahre lang im Einsatz.

## Luftschiff

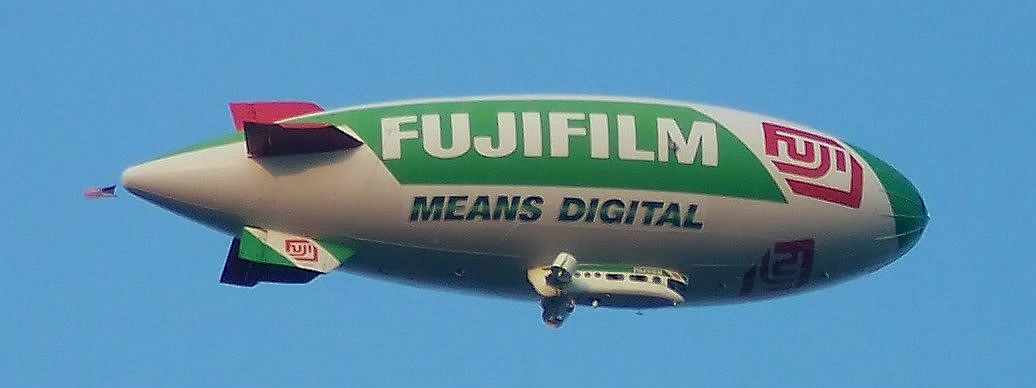
Fujifilm-Werbeluftschiff

Von 1981 bis 2006 war ein Blimp mit Fujifilm Logo von der WDL Luftschiffgesellschaft mit dem Kennzeichen D-LDFO im Einsatz. Im Jahr 2006 stellte Fujifilm die Werbung mit Luftschiffen komplett ein. Begründet wurde die Entscheidung mit einer neuen Ausrichtung des Unternehmens sowie einer anderweitigen Verwendung des Werbeetats.